# Alain Giletti
Alain Giletti, né le 11 septembre 1939 à Bourg-en-Bresse, est un patineur artistique français, champion du monde en 1960, et 5 fois champion d'Europe (entre 1955 et 1961).

## Biographie

### Carrière sportive
Entraîné par Jacqueline Vaudecrane, il est dix fois champion de France (1951, 1952, 1953, 1954, 1955, 1956, 1957, 1959, 1960 et 1961). Cette performance n'est toujours pas égalée.
Alain Giletti est cinq fois champion d'Europe (en 1955 à Budapest, en 1956 à Paris, en 1957 à Vienne, en 1960 à Garmisch-Partenkirchen et en 1961 à Berlin). Il obtint également quatre médailles de vice-champion d'Europe en 1953, 1954, 1958 et 1959. Il a donc été neuf années consécutives sur le podium des championnats d'Europe!
Pour les championnats du monde, après avoir été quatre fois vice-champion d'Europe en 1953, 1954, 1958 et 1959, il conquiert le titre suprême de champion du monde en 1960 à Vancouver.
Il ne remporte jamais de médaille olympique, malgré trois participations en 1952 à Oslo, en 1956 à Cortina d'Ampezzo et en 1960 à Squaw Valley. Il réussit à obtenir deux fois la quatrième place lors de ses deux dernières participations.
Alain Giletti quitte le patinage amateur en 1961 après les championnats d'Europe de Berlin, les championnats du monde de Prague ayant été annulés à la suite de la tragique disparition de l'équipe américaine lors d'une catastrophe aérienne du vol 548 Sabena.

### Reconversion
Après une belle carrière de spectacles pros, Alain Giletti est revenu à l'enseignement du patinage. Il officie à Chamonix-Mont-Blanc, à Champigny-sur-Marne dans l'équipe d'entraîneurs regroupée par Didier Gailhaguet, mais aussi à Tours. Il entraîne, par exemple, Surya Bonaly, Yannick Kocon ou Jérémie Colot…

## Décoration
- Médaille d'honneur de la jeunesse et des sports, à titre exceptionnel (1959)[1]

## Palmarès
| Compétition/Saison                                                                                                   | 1951 | 1952 | 1953 | 1954 | 1955 | 1956 | 1957 | 1958 | 1959 | 1960 | 1961 |
| Jeux olympiques d'hiver                                                                                              |      | 7e   |      |      |      | 4e   |      |      |      | 4e   |      |
| Championnats du monde                                                                                                |      | 8e   | 5e   | 3e   | 4e   | F    | 4e   | 3e   | 4e   | 1er  | CA   |
| Championnats d’Europe                                                                                                |      | 4e   | 2e   | 2e   | 1er  | 1er  | 1er  | 2e   | 2e   | 1er  | 1er  |
| Championnats de France                                                                                               | 1er  | 1er  | 1er  | 1er  | 1er  | 1er  | 1er  | 2e   | 1er  | 1er  | 1er  |
| Légende : F = Forfait ; CA = Championnats du monde 1961 annulés à cause de la catastrophe aérienne du vol 548 Sabena |      |      |      |      |      |      |      |      |      |      |      |

## Liens et Sources
- Le livre d'or du patinage d'Alain Billouin, édition Solar, 1999

- Ressources relatives au sport :   - CIO
  - Olympedia
- (en) Profil olympique d’Alain Giletti sur sports-reference.com (archivé)